# Stintino
Stintino es una localidad italiana de la provincia de Sassari, región de Cerdeña,  con 1301 habitantes.

## Evolución demográfica
| Gráfica de evolución demográfica de Stintino entre 1861 y 2001 |
|                                                                |
| Fuente ISTAT - elaboración gráfica de Wikipedia                |